# فرانسيس لايتفوت لي

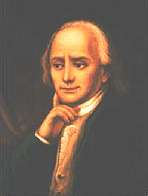
فرانسيس لايتفوت لي

فرانسيس لايتفوت لي (بالإنجليزية: Francis Lightfoot Lee) (1734-1797) هو سياسي أمريكي وكان أحد أفراد أسرة لي المرموقة في أمريكا. كان عضو مجلس ممثلي المقاطعات في فرجينيا في أعوام 1770-1775 وكان مندوبا إلى الكونغرس القاري في أعوام 1775-1779، وقد وقع إعلان الاستقلال. خدم في اللجنة التي صاغت وثائق الكونفدرالية، وأكد بأنه لا يجب أن تكون هناك معاهدة للسلام مع بريطانيا العظمى التي لم تمنح إلى الولايات المتحدة حقوقها في ثروات نيوفندلاند السمكية والملاحة المجانية في الميسيسيبي. وبعد تقاعده من الكونغرس خدم في مجلس الشيوخ في ولاية فرجينيا في أعوام 1780-1782.